# Ctenusa zulu
Ctenusa zulu är en fjärilsart som beskrevs av Embrik Strand 1914. Ctenusa zulu ingår i släktet Ctenusa och familjen nattflyn. Inga underarter finns listade i Catalogue of Life.